# بونيرة متقاربة
بونيرة متقاربة (الاسم العلمي:Ponera affinis) هي نوع من حشرات تتبع جنس البونيرة من فصيلة النمليات.